# Rhytiphora tenimberensis
Rhytiphora tenimberensis là một loài bọ cánh cứng trong họ Cerambycidae.